# Nationalpark Picos de Europa
Der Nationalpark Picos de Europa (spanisch Parque Nacional de los Picos de Europa, asturisch: Picos d’Europa) liegt im Norden Spaniens in den Autonomen Gemeinschaften Asturien, Kastilien und León und Kantabrien. Er ist mit 67.455 Hektar der zweitgrößte Nationalpark Spaniens und erstreckt sich in West-Ost-Richtung über etwa 40, in Nord-Süd-Richtung über 20 km. Von der kantabrischen Küste ist er nur etwa 15 km entfernt.

## Geographie
Der Nationalpark umfasst Teile aller drei Gebirgsstöcke der Picos de Europa, nämlich des Westlichen (Cornión), des Zentralen (Urrieles) und des Östlichen Massivs (Ándara). Die Berge bestehen aus Kalkstein, der stark verkarstet ist. Es gibt einige sehr tief reichende Höhlen, darunter die 1589 Meter tiefe Torca del Cerro.
An der Nordseite ist das Klima atlantisch geprägt, an der Südseite atlantisch-kontinental. Ein mediterranes Mikroklima findet man stellenweise im Osten und Südosten. Die jährlichen Niederschläge betragen im Durchschnitt 2000 mm, das Niederschlagsmaximum fällt in die Zeit von November bis Januar.

## Vegetation
Die kolline Höhenstufe reicht bis etwa 500 Meter Höhe. Dort ist Landwirtschaft möglich, in den Wäldern dominieren Laubbäume wie die Steineiche und andere Eichen-Arten, Esche, Sommer-Linde, Edelkastanie, Vogel-Kirsche oder Ulmen. In den Höhenlagen zwischen 500 und 1750 Metern erstreckt sich die montane Höhenstufe. Dort wachsen Stieleiche, Traubeneiche und Kastanien. Mit zunehmender Höhe werden die Eichen von der Rotbuche verdrängt. Neben der Buche stehen hier auch Eibe, Stechpalme, Vogelbeere, Mehlbeere, Haselnuss und die Moor-Birke.
Darüber, in der Höhenstufe zwischen 1600 und 1800 Metern bis 2000 und 2200 Meter, befindet sich die subalpine Stufe, in der keine Bäume mehr gedeihen. Die Vegetation besteht aus alpinen Magerrasen, Zwerg-Wacholder, Bärentraube, der Heidekraut-Art Daboecia cantabrica oder der Ginster-Art Genista legionensis. In der alpinen Stufe über 2200 Metern Höhe kommen keine Sträucher mehr vor.

## Tierwelt
Nachdem sie früher durch die Jagd fast völlig ausgerottet wurden, ist der Bestand der Pyrenäen-Gämse im Nationalpark mit etwa 5000 Exemplaren heute wieder nahe an der Grenze der Tragfähigkeit. Die Gämsen werden daher seit 1995 zur Bestandsregulierung wieder bejagt. Neben Reh, Rothirsch, Rotfuchs und Wildschwein kommen dort auch der Castroviejo-Hase, die Europäische Wildkatze, die Kleinfleck-Ginsterkatze, der Fischotter und der Pyrenäen-Desman vor. Die Zahl der Wölfe im Nationalpark wird auf etwa 20 Exemplare geschätzt. Braunbären durchstreifen das Gebiet, sie bilden jedoch keine stabile Population.
Im Nationalpark Picos de Europa leben Steinadler, Gänsegeier, Schmutzgeier, Schlangenadler und Uhu. Der Bartgeier wird manchmal beobachtet, es gibt ein Projekt zu seiner Wiederansiedlung. Die Rabenvögel sind sehr zahlreich, zum Beispiel Alpenkrähe, Alpendohle, Kolkrabe und Aaskrähe. Unter den waldbewohnenden Vögeln seien nur Schwarzspecht, Mittelspecht und die kantabrische Unterart des Auerhuhns genannt.
In den Hochlagen können Bergpieper, Steinschmätzer, Schneefink, Mauerläufer, Alpenbraunelle und Steinrötel beobachtet werden. An Wasserläufen sind der Eisvogel und die Wasseramsel zu finden. Erwähnenswert sind das Vorkommen von Bergmolch und Nordiberischer Kreuzotter. Im Nationalpark kommt eine Vielzahl von Schmetterlingen vor, darunter der seltene Loreley-Dickkopffalter.

## Geschichte
Der Nationalpark Picos de Europa stellt eine Erweiterung des am 24. Juli 1918 eingerichteten Nationalparks Covadonga dar. Der Nationalpark Covadonga war der erste Nationalpark Spaniens. Ursprünglich umfasste er nur das westliche Massiv der Picos de Europa auf dem Gebiet der Provinzen Asturien und León, eine Fläche von 16.925 Hektar. Seit der Einrichtung des Nationalparks Picos de Europa am 30. Mai 1995 gehören auch Teile der Massive Urrieles und Ándara zum Gebiet des Nationalparks.
Im Jahre 2015 wurde der Park im Nordosten um weitere 2.468 Hektar auf dem Gebiet der Gemeinden Peñamellera Alta und Peñamellera Baja vergrößert.

## Infrastruktur
Der Nationalpark ist frei zugänglich und verfügt über ganzjährig geöffnete Besucherzentren in Buferrera/Lagos de Covadonga (Pedro Pidal), Cangas de Onís (Casa Dago) und Posada de Valdeón (Oficina de Valdeón). Die Verwaltung des Nationalparks hat ihren Sitz in Oviedo.
Östlich des Nationalparks führt die Carretera N-621 von Unquera (Kantabrien) nach Riaño (León) vorbei. Im Westen verbindet die N-625 Riaño mit Cangas de Onis nordwestlich des Nationalparks. Die AS-114 führt nördlich des Nationalparks entlang und verbindet Cangas de Onis mit Panes. Der Nationalpark oder die Dörfer in seiner Umgebung werden von Linienbussen aus Oviedo und Santander angefahren.
Die Hochlagen der Picos de Europa sind mit der Seilbahn von Fuente Dé oder der Standseilbahn von Bulnes für Besucher einfach zu erreichen. Für Wanderer stehen zehn Berghütten zur Verfügung.